# مهدی صباغ‌زاده
مهدی صباغ‌زاده (زاده اول تیر ۱۳۳۰ در مشهد) کارگردان، فیلم‌نامه‌نویس، تهیه‌کننده، پخش‌کننده و تدوین‌گر ایرانی است.
وی کاندیدای بهترین کارگردانی در دهمین جشنواره فیلم فجر (۱۳۷۰) برای فیلم خانه خلوت شده بود. او برنده جایزه بزرگ مصطفی عقاد برای کارگردانی فیلم راه بهشت از جشنواره فیلم فجر (۱۳۹۱) شد. وی از سال ۱۳۹۲ به عنوان پخش‌کننده فیلم‌های سینمایی، مدیریت مؤسسه پخش نیمروز فیلم را به عهده دارد.

## فعالیت‌های حرفه‌ای

### کارگردان
- کلوپ همسران (۱۳۹۷)
- خانه کاغذی (۱۳۹۵)
- اولین انتخاب (سریال) (۱۳۹۲)
- راه بهشت (۱۳۹۰)
- خاک و آتش (۱۳۸۹)
- عملیات مانگرو (فیلم تلویزیونی) (۱۳۸۷)
- راننده تاکسی (۱۳۸۵)
- پیشنهاد ۵۰ میلیونی (۱۳۸۴)
- اعتراف (فیلم تلویزیونی) (۱۳۸۳)
- شاهد (فیلم تلویزیونی) (۱۳۸۳)
- صبحانه‌ای برای دو نفر (۱۳۸۲)
- بانوی کوچک (۱۳۸۰)
- دیوار شیشه ای (سریال) (۱۳۷۹)
- مارال (۱۳۷۹)
- دلبر آهنی (سریال) (۱۳۷۸)
- عشق کافی نیست (۱۳۷۷)
- بدلکاران (۱۳۷۶)
- دزدان مادربزرگ (سریال) (۱۳۷۴)
- روزهای خوب زندگی (۱۳۷۳)
- خانه خلوت (۱۳۷۰)
- جستجو در جزیره (۱۳۶۹)
- مهاجران (۱۳۷۱)
- بازی تمام شد (۱۳۶۸)
- سال‌های خاکستر (۱۳۶۷)
- تصویر آخر (۱۳۶۵)
- گمشده (۱۳۶۴)
- پرونده (۱۳۶۲)
- سناتور (۱۳۶۲)
- آفتاب‌نشین‌ها (۱۳۶۰)

### نویسنده
- کلوپ همسران (۱۳۹۷)
- خانه کاغذی (۱۳۹۵)
- خاک و آتش (۱۳۸۹)
- صبحانه‌ای برای دو نفر (۱۳۸۲)
- بانوی کوچک (۱۳۸۰)
- سال‌های خاکستر (۱۳۶۷)
- گمشده (۱۳۶۴)
- پرونده (۱۳۶۲)

### تهیه‌کننده
- رمانتیسم عماد و طوبا (۱۳۹۸)
- کلوپ همسران (۱۳۹۷)
- ایتالیا ایتالیا (۱۳۹۵)
- پیشنهاد ۵۰ میلیونی (۱۳۸۴)
- صبحانه‌ای برای دو نفر (۱۳۸۲)
- بانوی کوچک (۱۳۸۰)
- زندگی (۱۳۷۶)
- در کمال خونسردی (۱۳۷۳)
- روزهای خوب زندگی (۱۳۷۳)
- خانه خلوت (۱۳۷۰)
- جستجو در جزیره (۱۳۶۹)
- مهاجران (۱۳۶۹)
- چه پرستاره بود شبم (۱۳۵۵)

### تدوین
- راه بهشت (۱۳۹۰)
- خاک و آتش (۱۳۸۹)
- راننده تاکسی (۱۳۸۵)
- پیشنهاد ۵۰ میلیونی (۱۳۸۴)
- صبحانه‌ای برای دو نفر (۱۳۸۲)
- عشق کافی نیست (۱۳۷۷)
- بدلکاران (۱۳۷۶)
- روزهای خوب زندگی (۱۳۷۳)
- آلما (۱۳۷۱)
- خانه خلوت (۱۳۷۰)
- جستجو در جزیره (۱۳۶۹)
- مهاجران (۱۳۶۹)
- سال‌های خاکستر (۱۳۶۷)
- تصویر آخر (۱۳۶۵)
- حریم مهرورزی (۱۳۶۵)